# Ranua

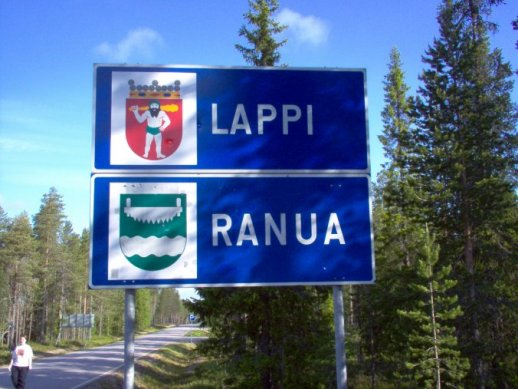

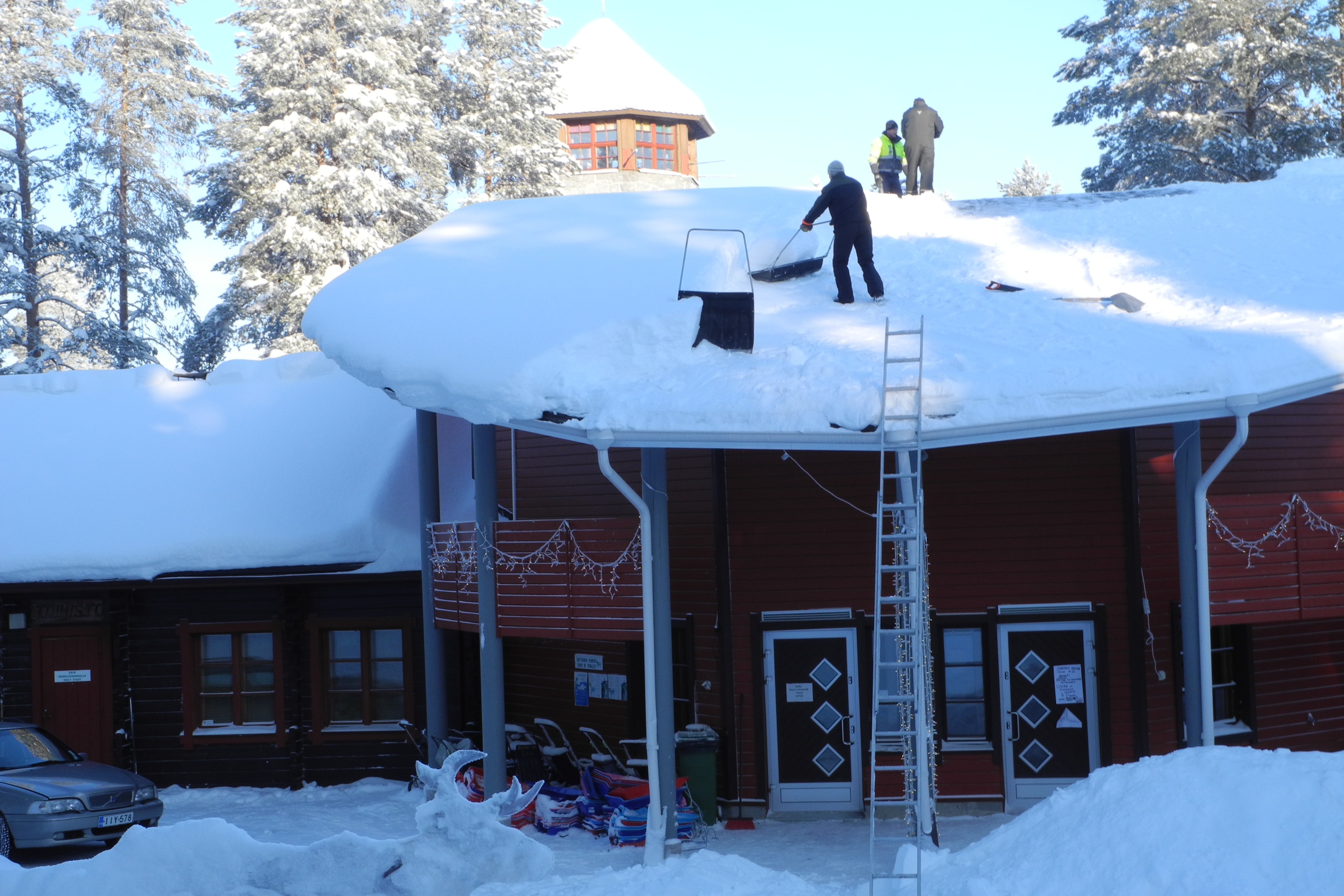
Ranua Zoos huvudbyggnad.

Ranua är en kommun i den sydliga delen av den ekonomiska regionen Rovaniemi och i landskapet Lappland i Finland. Ranua har 3 670 invånare (2021) och har en yta på 3 694,8 km² varav 240,92 km² är vattenområden, vilket inkluderar bland annat  vattendraget Ranuanjoki samt insjöarna Simojärvi, Ranuanjärvi och Ranuanlampi, totalt 569 insjöar. Kommunen gränsar till Simo och Tervola kommuner i väster, Rovaniemi stad i norr, Posio i öster, Pudasjärvi i söder samt Ijo i sydväst.
Ranua är en enspråkigt finsk kommun.
Ranua är känt för sin djurpark. På grund av de stora hjortronmossarna i kommunen, har man också marknadsfört sig som den turistiska hjortronorten i Finland.

## Historia
Ranua församling och kommun bildades 1917 genom utbrytningar och sammanslagning av områden med 1 611 personer från Pudasjärvi, 805 personer från Simo och 304 från Rovaniemi landskommun.

## Tätorter
Vid tätortsavgränsningen den 31 december 2021 fanns endast en tätort inom Ranua kommuns område: Ranua kyrkoby med 1 765 invånare.

## Politik

### Mandatfördelning i Ranua kommun, valen 1976–2021
| 3 |  | 3 | 18 |  |  |

| 4 | 2 | 2 | 18 |  |

| 2 | 2 | 3 | 18 | 2 |

| 2 | 2 |  | 20 | 2 |

|  | 3 |  |  | 18 | 3 |

|  | 3 |  | 19 | 3 |

| 3 |  | 20 | 3 |

|  | 2 | 6 | 16 | 2 |

| 21 | 6 |

| 3 | 5 | 17 | 2 |

| 18 | 9 |

| 2 | 3 |  | 20 |  |

| 17 | 10 |

| 2 | 1 | 12 | 2 |

| 10 | 7 |

| 1 | 2 | 10 | 4 |

| 11 | 6 |

### Valresultat i kommunalvalet 2021
| Parti                 | Parti                             | Röstfördelning | Röstfördelning | Röstfördelning | Röstfördelning | Mandatfördelning | Mandatfördelning |
| Parti                 | Parti                             | Antal          | Andel %        | Antal +−       | Andel % +−     | Antal            | +−               |
| --------------------- | --------------------------------- | -------------- | -------------- | -------------- | -------------- | ---------------- | ---------------- |
|                       | Centern i Finland                 | 817            | 49,9           | -222           | -10,7          | 10               | -2               |
|                       | Samlingspartiet                   | 369            | 22,6           | +127           | +8,4           | 4                | +2               |
|                       | Sannfinländarna                   | 212            | 13,0           | Ny             | Ny             | 2                | Ny               |
|                       | Finlands Socialdemokratiska Parti | 152            | 9,3            | -49            | -2,4           | 1                | -1               |
|                       | Parempi Ranua ryhmän yhteislista  | 68             | 4,2            | -55            | -3,0           | 0                | -1               |
|                       | Gröna förbundet                   | 18             | 1,1            | Ny             | Ny             | 0                | 0                |
|                       | Kotiseutu yhteislista*            | 0              | 0,0            | -71            | -4,1           | 0                | 0                |
|                       | Vänsterförbundet*                 | 0              | 0,0            | -37            | -2,2           | 0                | 0                |
| Giltiga röster totalt | Giltiga röster totalt             | 1 636          | 100,0          | -77            | —              | 17               | —                |
| Ogiltiga röster       | Ogiltiga röster                   | 7              | 0,4            | -4             | -0,2           |                  |                  |
| Valdeltagande         | Valdeltagande                     | 1 643          | 56,5           | -81            | +0,4           |                  |                  |
| Röstberättigade       | Röstberättigade                   | 2 907          | —              | -167           | —              |                  |                  |

Källa: Justitieministeriet.
Partier eller valmansföreningar med en asterisk (*) ställde inte upp med kandidater i valet.

### Vänorter
Ranua har en vänort:
- Iwasaki, Japan (sedan 1990)

## Demografi

### Befolkningsutveckling
| Befolkningsutvecklingen i Ranua 1975–2020                                                                    | Befolkningsutvecklingen i Ranua 1975–2020 | Befolkningsutvecklingen i Ranua 1975–2020 | Befolkningsutvecklingen i Ranua 1975–2020 | Befolkningsutvecklingen i Ranua 1975–2020 |
| --- | ----------------------------------------- | ----------------------------------------- | ----------------------------------------- | ----------------------------------------- |
| |                                           |                                           |                                           |                                           |
| År |                                           |                                           | Folkmängd                                 |                                           |
| 1975 | 1975                                      |                                           | 5 716                                     |                                           |
| 1980 | 1980                                      |                                           | 5 603                                     |                                           |
| 1985 | 1985                                      |                                           | 5 556                                     |                                           |
| 1990 | 1990                                      |                                           | 5 655                                     |                                           |
| 1995 | 1995                                      |                                           | 5 575                                     |                                           |
| 2000 | 2000                                      |                                           | 5 052                                     |                                           |
| 2005 | 2005                                      |                                           | 4 715                                     |                                           |
| 2010 | 2010                                      |                                           | 4 337                                     |                                           |
| 2015 | 2015                                      |                                           | 4 020                                     |                                           |
| 2020 | 2020                                      |                                           | 3 712                                     |                                           |
| Anm: Uppgifterna avser förhållandena den 31 december nämnda år enligt områdesindelningen den 1 januari 2021. |                                           |                                           |                                           |                                           |

### Språk
Befolkningen efter språk (modersmål) den 31 december 2021. Finska, svenska och samiska räknas som inhemska språk då de har officiell status i landet. Resten av språken räknas som främmande. För språk med färre än 10 talare är siffran dold av Statistikcentralen på grund av sekretesskäl. För Ranua kommun betyder det att inget främmande språk framgår i tabellen på grund av för få antal talare.
| Språk                        | Talare 2021-12-31 | Talare 2021-12-31 |
| Språk                        | Antal             | Andel (%)         |
| ---------------------------- | ----------------- | ----------------- |
| Hela befolkningen            | 3 670             | 100,0             |
| Finska                       | 3 624             | 98,7              |
| Svenska                      | 7                 | 0,2               |
| Samiska                      | 0                 | 0,0               |
| Främmande språk totalt       | 39                | 1,1               |
| Språk med färre än 10 talare | 39                | 1,1               |